# Johann Augustin Wagner
Johann Augustin Wagner (* 19. Dezember 1734 in Lohmen bei Pirna; † 14. Juni 1807 in Merseburg) war ein deutscher Klassischer Philologe und Pädagoge.

## Leben
Johann Augustin Wagner besuchte die Kreuzschule in Dresden und studierte ab 1754 an den Universitäten zu Leipzig und Wittenberg. Ab 1760 arbeitete er als Hauslehrer. 1770 wurde er Konrektor am Stiftsgymnasium (Domschule) in Merseburg, wo er bis zu seinem Tod wirkte.
Neben dem Schuldienst beschäftigte sich Wagner mit der griechischen und lateinischen Literatur der römischen Kaiserzeit. Er veröffentlichte vollständige Übersetzungen der Historiografen Cassius Dio (1783–1787) und Ammianus Marcellinus (1792–1794) sowie kommentierte Ausgaben des Sophisten Alkiphron (1798), des Epikers Valerius Flaccus (1805) und des Ammianus Marcellinus (1808, postum herausgegeben von seinem Nachfolger Carl Erfurdt), außerdem eine Ausgabe des Chronicon des Bischofs Thietmar von Merseburg (1807).

## Schriften
- Dio Cassius Römische Geschichte. Aus dem Griechischen übersetzt. Vier Bände, Frankfurt am Main 1783–1787
- Ammian Marcellin aus dem Lateinischen übersetzt und mit erläuternden Anmerkungen begleitet. Drei Bände, Frankfurt am Main 1792–1794
- Alciphronis rhetoris epistolae ex fide aliquot codicum recensitae cum Stephani Bergleri commentario integro, cui aliorum criticorum et suas notationes versionem emendatam indiculumque adiecit Ioannes Augustinus Wagner. Zwei Bände, Leipzig 1798
- C. Valerii Flacci Setini Balbi Argonauticon libri VIII: Ad optimorum exemplarium fidem recensiti atque prooemio argumentis et indice rerum instructi a Ioanne Augustino Wagner. Göttingen 1805
- Commentarius perpetuus in C. Valerii Flacci Setini Balbi Argonauticon libros VIII. Göttingen 1805
- Dithmari episcopi Merseburgensis Chronicon ad fidem codicis qui in tabulario regio Dresdae servatur denuo recensuit I. F. Ursini, I. F. A. Kinderlingii et A. C. Wedekindi passim et suas adiecit notas Ioan. Augustin. Wagner. Nürnberg 1807
- Ammiani Marcellini quae supersunt cum notis integris Frid. Lindenbrogii, Henr. et Hadr. Valesiorum et Iac. Gronovii quibus Thom. Reinesii quasdam et suas adiecit Io. Augustin. Wagner. Editionem absolvit Car. Gottlob Aug. Erfurdt. Leipzig und London 1808